# ستيف بول
ستيف بول (بالإنجليزية: Steve Ball)‏ مواليد 2 سبتمبر 1969 في كولشيستر، هو لاعب كرة قدم إنجليزي سابق كان يلعب كلاعب وسط. لعب خلال مسيرته 147 مباراة سجل خلالها 21 هدفاً.

## مرحلة الشباب

### أندية لعب لها
- نادي آرسنال

## المسيرة الاحترافية

### أندية لعب لها
- نادي آرسنال
- كولتشستر يونايتد
- نورويتش سيتي
- كامبريدج يونايتد
- هيبريدج سويفتس

## روابط خارجية
- ستيف بول على موقع قاعدة بيانات كرة القدم.إي يو (الإنجليزية)
- ستيف بول على موقع Soccerbase.com (لاعب) (الإنجليزية)